# Jimmy Miller

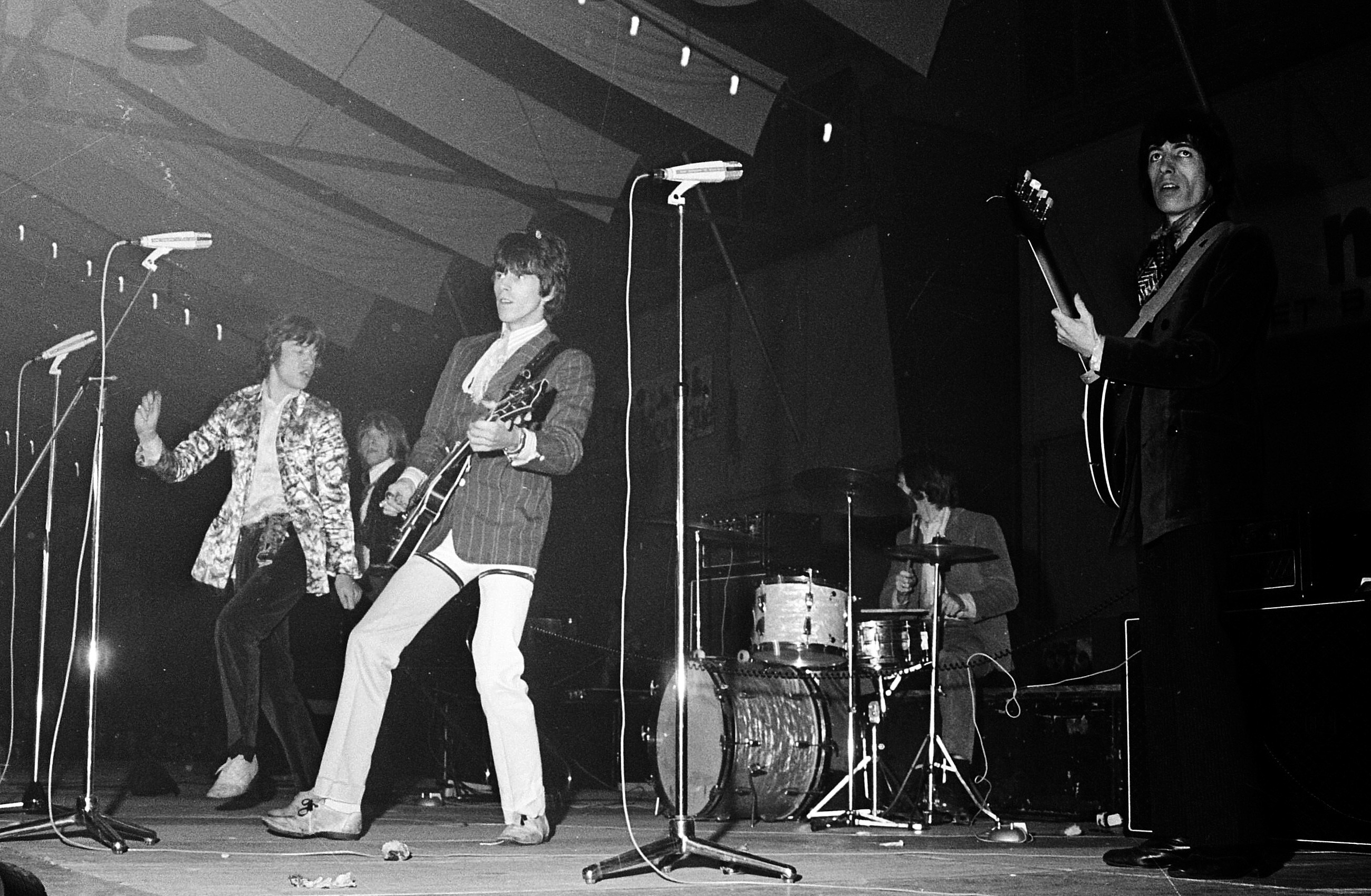
The Rolling Stones, una de las bandas producidas por Miller

James "Jimmy" Miller (23 de marzo de 1942 - 22 de octubre de 1994) fue un productor discográfico nacido en Brooklyn, New York. Produjo álbumes para The Spencer Davis Group, Traffic, Blind Faith, Bobby Whitlock, Kracker, The Rolling Stones (todos los álbumes desde Beggars Banquet hasta Goats Head Soup) y Motörhead.
Como músico era percusionista. Miller poseía un sonido distintivo, especialmente con The Rolling Stones; tocó la batería en algunos de los temas del grupo como "You Can't Always Get What You Want", "Happy" y "Shine a Light".
- Datos: Q59477